# 김제원
김제원(1913년~1987년 10월 24일)은 대한민국의 정치인이다. 제8·9대 국회의원을 지냈다.

## 역대 선거 결과
|  | 67.88% |

|  | 35.05% |